# Clàssica dels Alps
La Clàssica dels Alps era una prova ciclista única en el seu gènere, ja que era l'única clàssica que es desenvolupava en muntanya.
Fou una cursa creada el 1991, però que va desaparèixer del calendari el 2004 després de l'aparició de l'UCI-ProTour. La prova recorria la vall de la Charteuse pujant diversos colls de muntanya de la zona. El recorregut duia els corredors de Chambéry fins a Aix-les-Bains.
Charly Mottet fou el primer a guanyar la cursa i Óscar Pereiro el darrer. Laurent Jalabert, amb dos triomfs, és el ciclista que més vegades l'ha guanyat.

## Palmarès
| Any  | Primer                 | Segon                | Tercer                 |
| 1991 | Charly Mottet          | Robert Millar        | Luc Leblanc            |
| 1992 | Gilles Delion          | Luc Leblanc          | Dante Rezze            |
| 1993 | Eddy Bouwmans          | Thierry Claveyrolat  | Jean-Cyril Robin       |
| 1994 | Oliverio Rincón        | Laurent Roux         | Ronan Pensec           |
| 1995 | Ramón González Arrieta | Gérard Rué           | Richard Virenque       |
| 1996 | Laurent Jalabert       | Luc Leblanc          | Iñigo Cuesta           |
| 1997 | Laurent Roux           | Laurent Madouas      | José María Jiménez     |
| 1998 | Laurent Jalabert       | Francesco Casagrande | Benoit Salmon          |
| 1999 | Unai Osa               | Benoit Salmon        | David Etxebarría       |
| 2000 | José María Jiménez     | Fernando Escartín    | Lance Armstrong        |
| 2001 | Iban Mayo              | Lance Armstrong      | Pàvel Tonkov           |
| 2002 | Santiago Botero        | Óscar Sevilla        | Jorgen Bo Petersen     |
| 2003 | Francisco Mancebo      | Benoit Salmon        | David Millar           |
| 2004 | Óscar Pereiro Sio      | Iban Mayo            | José Enrique Gutiérrez |